# CA-510
La CA-510 es una carretera autonómica de Cantabria perteneciente a la Red Local que conecta la carretera N-629a en Ampuero con la carretera CA-151 en Guriezo.

## Nomenclatura

Indicador

Su nombre está formado por las iniciales CA, que indica que es una carretera autonómica de Cantabria, y el dígito 510 es el número que recibe según el orden de nomenclaturas de las carreteras de la comunidad autónoma. La centena 5 indica que se encuentra situada en el sector comprendido entre la carretera nacional N-634 al norte, el límite provincial al este y sur, y la carretera nacional N-629 al oeste.

## Historia
Su denominación anterior era S-511.

## Trazado actual

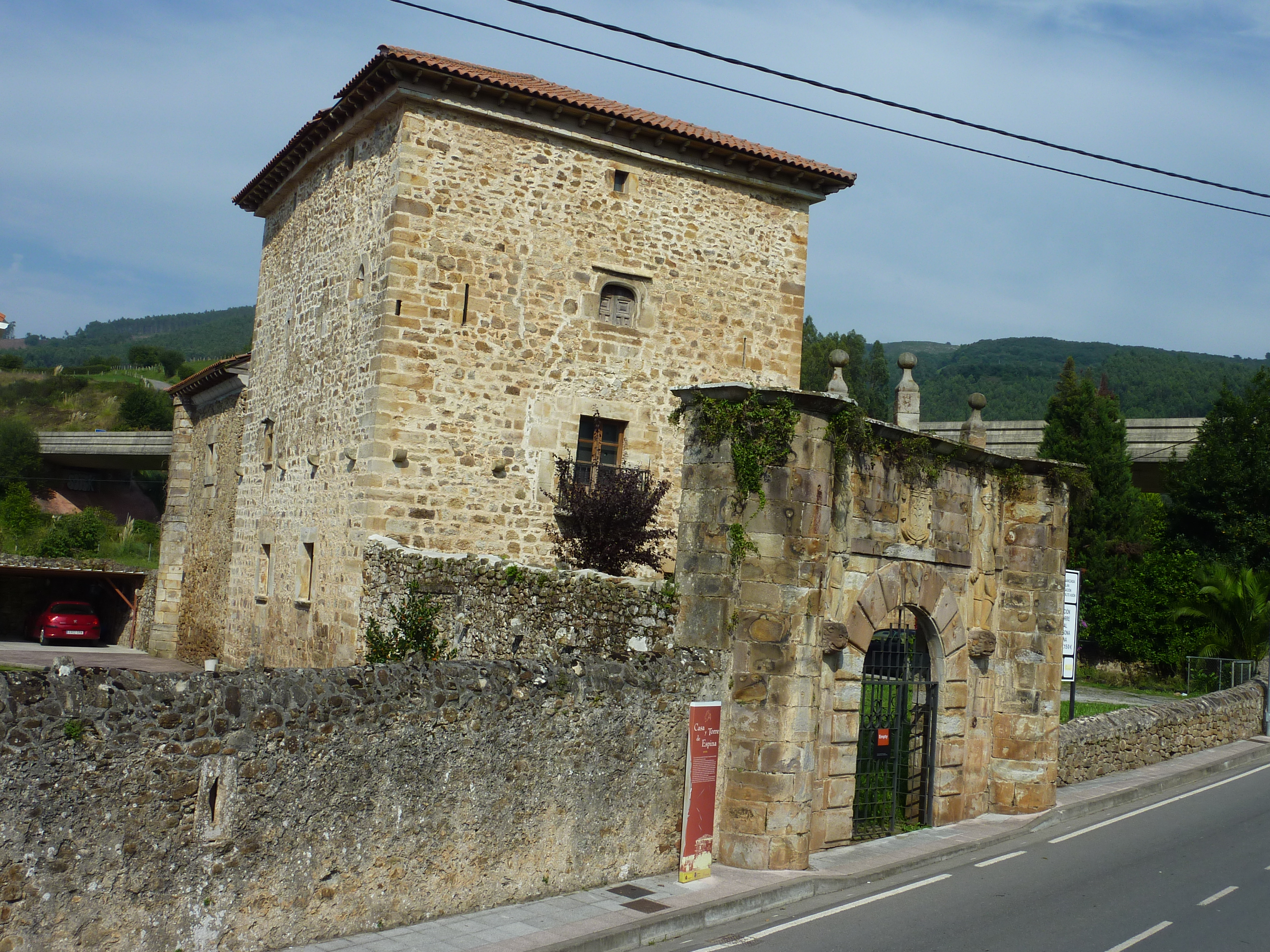
Casona de Espina con su torre y portalada

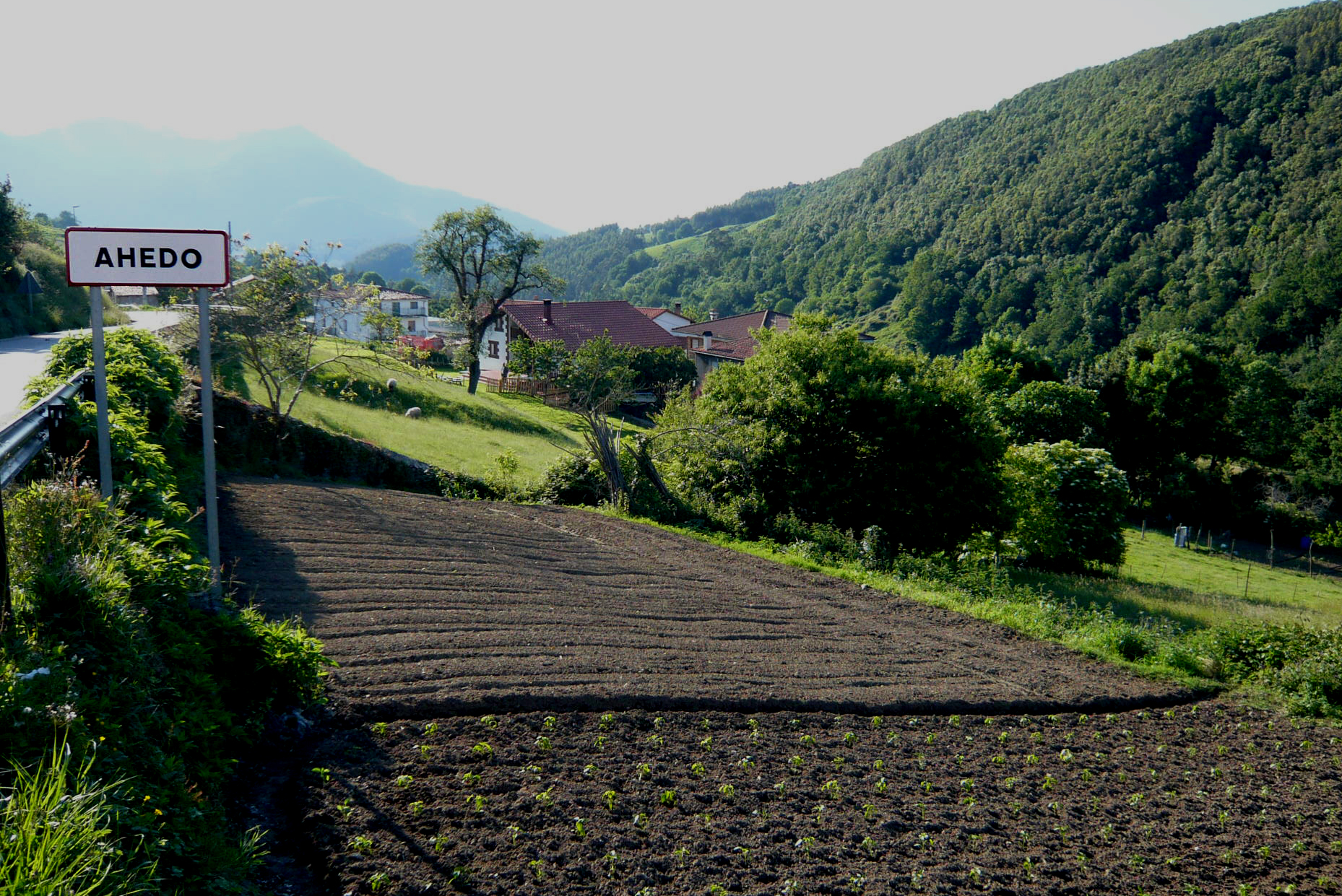
Ahedo

Tiene su origen en la intersección con la carretera N-629a situada en la localidad de Ampuero y su final en la rotonda situada en el núcleo de El Puente, en donde confluyen la propia carretera CA-510, CA-151 y CA-520. Otras carreteras autonómicas de la Red Local que también confluyen con esta vía son la CA-503 y la CA-511. Su trazado, de 14,2 kilómetros, discurre por los municipios de Ampuero y Guriezo.
El tramo inicial de la vía atraviesa el núcleo urbano de Ampuero recibiendo la denominación de avenida de los Tilos y discurre entre la iglesia de Santa María y el colegio de educación infantil y primaria Miguel Primo de Rivera, en la margen izquierda, y el río Bernales a la derecha. La carretera sigue el cauce del río mencionado sentido aguas arriba hasta la confluencia con el arroyo de las Toberas, donde se sitúa la casona de Espina, declarada Bien de Interés Cultural. A partir de este punto, asciende por la vaguada del arroyo mencionado ganando cota hasta llegar a la divisoria entre las cuencas de los ríos Asón y Agüera en el puerto de Hoyomenor, punto más alto de la carretera con una altitud de 362 m s. n. m. A partir de este alto, bordea la dolina Hoyo Mena para  descender por las vaguadas de los arroyo Adino y, posteriormente, de La Magdalena hasta cruzar el río Agüera en el barrio de La Magdalena.
A lo largo de su recorrido atraviesa los núcleos de Ahedo, en el municipio de Ampuero; y El Llano y La Magdalena, en Guriezo. Desde esta carretera también se accede a los núcleos de La Bárcena, Rascón, Las Garmillas, El Perujo, Solamaza y Regada, todos ellos en el municipio de Ampuero, a través de varios viales municipales.
Su inicio, en la intersección con la carretera nacional N-629a, se sitúa a una altitud de 9,3 m s. n. m. y el fin de la vía está situada a 13,4 m s. n. m., alcanzando su cota máxima, 362 m s. n. m., en el alto de Hoyomenor.
La carretera tiene dos carriles, uno para cada sentido de circulación, y una anchura total de 6 metros sin arcenes.

## Actuaciones
El 25 de mayo de 2006 se inauguraron las obras de mejora de este vial que contemplaban la ampliación de la anchura de los carriles a 3,00 metros sin arcenes, además de construir una acera de 1,00 metro de ancho mínimo a lo largo de la travesías urbanas.

## Transportes
No hay líneas de transporte público que recorran la carretera CA-510.

## Recorrido y puntos de interés
En este apartado se aporta la información sobre cada una de las intersecciones de la CA-510 así como otras informaciones de interés.
| Esquema       | PK   | Sentido CA-151 (creciente)        | Sentido CA-151 (creciente) | Sentido CA-151 (creciente)                | Sentido CA-151 (creciente)                | Sentido N-629a (decreciente)              | Sentido N-629a (decreciente)              | Sentido N-629a (decreciente) | Sentido N-629a (decreciente) | Incidencias |
| Esquema       | PK   | Velocidad                         | Elemento                   | Salida                                    | Salida                                    | Salida                                    | Salida                                    | Elemento                     | Velocidad                    | Incidencias |
| Esquema       | PK   | Velocidad                         | Elemento                   | Dir.                                      | Nombre                                    | Nombre                                    | Dir.                                      | Elemento                     | Velocidad                    | Incidencias |
| ------------- | ---- | --------------------------------- | -------------------------- | ----------------------------------------- | ----------------------------------------- | ----------------------------------------- | ----------------------------------------- | ---------------------------- | ---------------------------- | ----------- |
|               | 0,0  |                                   |                            |                                           | CA-510 AHEDO GURIEZO avenida de los Tilos | N-629a RAMALES BURGOS LOGROÑO             |                                           |                              |                              |             |
| N-629a LAREDO | 0,0  |                                   |                            |                                           | CA-510 AHEDO GURIEZO avenida de los Tilos |                                           |                                           |                              |                              |             |
|               | 0,0  |                                   |                            | Iglesia de Santa María                    | Iglesia de Santa María                    | Iglesia de Santa María                    | Iglesia de Santa María                    |                              |                              |             |
|               | 0,1  |                                   |                            | CEIP Miguel Primo de Rivera               | CEIP Miguel Primo de Rivera               | CEIP Miguel Primo de Rivera               | CEIP Miguel Primo de Rivera               |                              |                              |             |
|               | 0,2  |                                   |                            |                                           | CA-503 BERNALES                           | CA-503 BERNALES                           |                                           |                              |                              |             |
|               | 0,6  |                                   |                            | Casona de Espina con su torre y portalada | Casona de Espina con su torre y portalada | Casona de Espina con su torre y portalada | Casona de Espina con su torre y portalada |                              |                              |             |
|               | 0,6  |                                   |                            |                                           | LA BÁRCENA                                | LA BÁRCENA                                |                                           |                              |                              |             |
|               | 0,7  |                                   |                            | AMPUERO avenida de los Tilos              | AMPUERO avenida de los Tilos              | AMPUERO avenida de los Tilos              | AMPUERO avenida de los Tilos              |                              |                              |             |
|               | 0,7  |                                   |                            | N-629                                     | N-629                                     | N-629                                     | N-629                                     |                              |                              |             |
|               | 0,7  |                                   |                            | Arroyo de las Toberas                     | Arroyo de las Toberas                     | Arroyo de las Toberas                     | Arroyo de las Toberas                     |                              |                              |             |
|               | 2,4  |                                   |                            | AHEDO                                     | AHEDO                                     | AHEDO                                     | AHEDO                                     |                              |                              |             |
|               | 2,7  |                                   |                            | AHEDO                                     | AHEDO                                     | AHEDO                                     | AHEDO                                     |                              |                              |             |
|               | 2,7  |                                   |                            |                                           | RASCÓN LAS GARMILLAS                      | RASCÓN LAS GARMILLAS                      |                                           |                              |                              |             |
|               | 3,5  |                                   |                            |                                           | EL PERUJO                                 | EL PERUJO                                 |                                           |                              |                              |             |
|               | 3,6  |                                   |                            |                                           | SOLAMAZA Cueva de los Tocinos             | SOLAMAZA Cueva de los Tocinos             |                                           |                              |                              |             |
|               | 5,8  |                                   |                            |                                           | REGADA LAS GARMILLAS                      | REGADA LAS GARMILLAS                      |                                           |                              |                              |             |
|               | 5,8  |                                   |                            | Arroyo de las Toberas                     | Arroyo de las Toberas                     | Arroyo de las Toberas                     | Arroyo de las Toberas                     |                              |                              |             |
|               | 6,5  |                                   |                            | Puerto de Hoyomenor                       | Puerto de Hoyomenor                       | Puerto de Hoyomenor                       | Puerto de Hoyomenor                       |                              |                              |             |
|               | 9,4  |                                   |                            | Arroyo de Adino                           | Arroyo de Adino                           | Arroyo de Adino                           | Arroyo de Adino                           |                              |                              |             |
|               | 10,5 |                                   |                            | Arroyo de la Magdalena                    | Arroyo de la Magdalena                    | Arroyo de la Magdalena                    | Arroyo de la Magdalena                    |                              |                              |             |
|               | 11,9 |                                   |                            |                                           | CA-511 EL PUENTE ADINO                    | CA-511 EL PUENTE ADINO                    |                                           |                              |                              |             |
|               | 12,5 |                                   |                            | EL LLANO                                  | EL LLANO                                  | EL LLANO                                  | EL LLANO                                  |                              |                              |             |
|               | 12,7 |                                   |                            | EL LLANO                                  | EL LLANO                                  | EL LLANO                                  | EL LLANO                                  |                              |                              |             |
|               | 12,8 |                                   |                            | LA MAGDALENA                              | LA MAGDALENA                              | LA MAGDALENA                              | LA MAGDALENA                              |                              |                              |             |
|               | 13,1 |                                   |                            | Iglesia de La Magdalena                   | Iglesia de La Magdalena                   | Iglesia de La Magdalena                   | Iglesia de La Magdalena                   |                              |                              |             |
|               | 13,1 | CEIP Nuestra Señora de las Nieves |                            |                                           |                                           |                                           |                                           |                              |                              |             |
|               | 13,5 |                                   |                            | Campo de fútbol de La Magdalena           | Campo de fútbol de La Magdalena           | Campo de fútbol de La Magdalena           | Campo de fútbol de La Magdalena           |                              |                              |             |
|               | 13,6 |                                   |                            | Río Agüera                                | Río Agüera                                | Río Agüera                                | Río Agüera                                |                              |                              |             |
|               | 13,6 |                                   |                            | LA MAGDALENA                              | LA MAGDALENA                              | LA MAGDALENA                              | LA MAGDALENA                              |                              |                              |             |
|               | 13,9 |                                   |                            | Puesto de Guriezo de la Guardia Civil     | Puesto de Guriezo de la Guardia Civil     | Puesto de Guriezo de la Guardia Civil     | Puesto de Guriezo de la Guardia Civil     |                              |                              |             |
|               | 14,2 |                                   |                            |                                           | CA-151 VALLE DE VILLAVERDE                | CA-510 AMPUERO                            |                                           |                              |                              |             |
|               | 14,2 | CA-520 SÁMANO                     |                            |                                           |                                           | CA-510 AMPUERO                            |                                           |                              |                              |             |
|               | 14,2 | CA-151 EL PONTARRÓN               |                            |                                           |                                           | CA-510 AMPUERO                            |                                           |                              |                              |             |